# مارگ هلگنبرگر
مری مارگ هلگنبرگر (به انگلیسی: Mary Marg Helgenberger) (زاده ۱۶ نوامبر ۱۹۵۸) بازیگر آمریکایی است.

## فیلم‌شناسی
- گونه
- گونه ۲
- پسران بد
- ارین براکویچ
- سی‌اس‌آی
- غارتگران
- روز کلمب
- زن شگفت‌انگیز
- یک جمع خوب
- آخرین باری که خودکشی کردم
- راه کابوی
- قلب‌های ناراست